# پارک تویلری

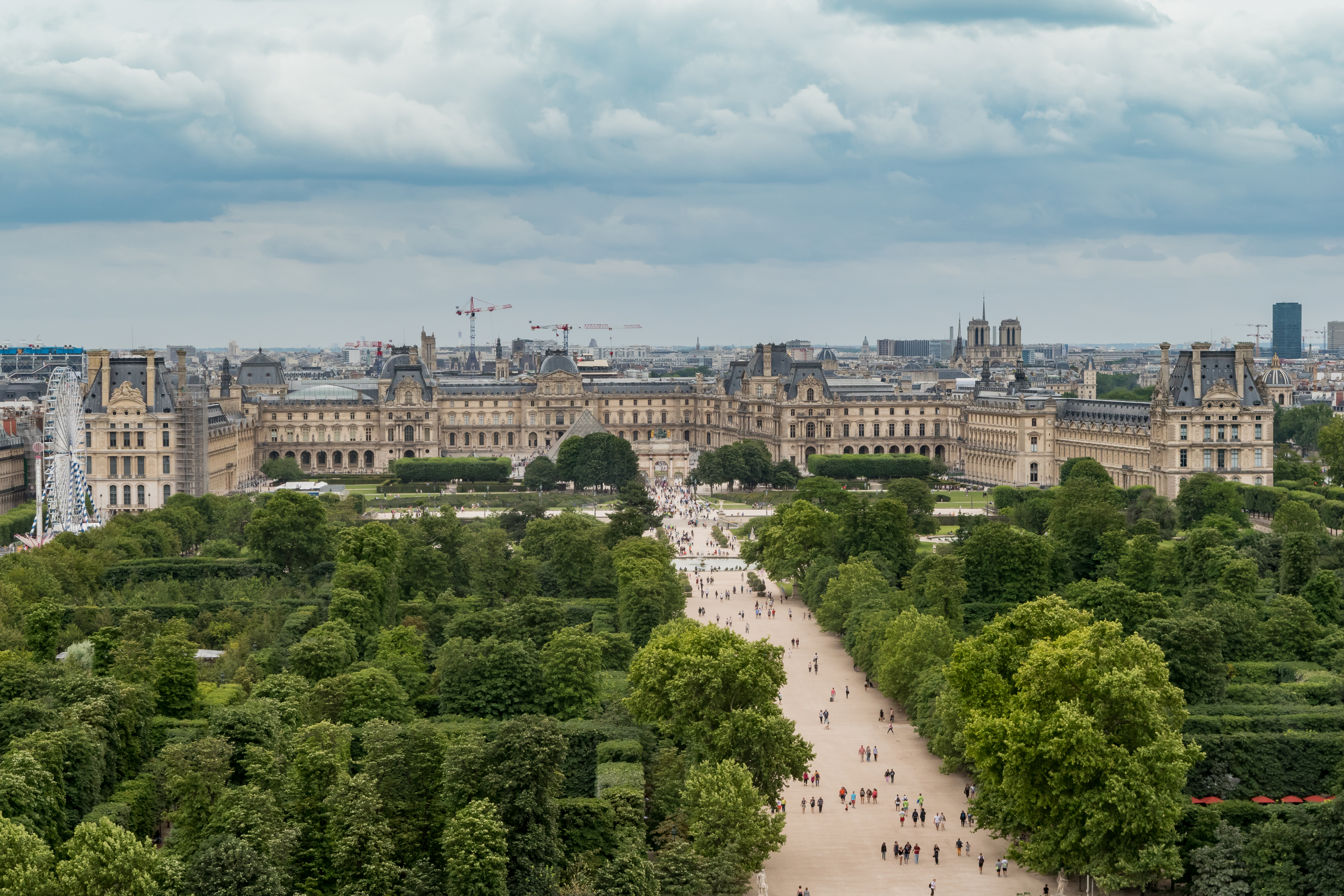
چشم انداز باغ تویلری به سمت موزه لوور

پارک تویلری (فرانسوی: Jardin des Tuileries‎) نام پارک عمومی بین موزه لوور و میدان کنکورد پاریس است. این پارک چهارمین پارک بزرگ شهر پاریس است.